# Южная Нижняя Калифорния
Южная Нижняя Калифорния (исп. Baja California Sur; испанское произношение: [ˈbaxa kaliˈfornja sur]), полное официальное наименование Свободный и Суверенный Штат Южная Нижняя Калифорния (исп. Estado Libre y Soberano de Baja California Sur) — штат Мексики, со столицей в городе Ла-Пас. Численность населения, по данным переписи 2020 года, составила 798 447 человек.

## Этимология
Этимология топонима точно не установлена. Согласно наиболее распространённой версии, название появилось из-за одной из самых известных картографических ошибок в истории, связанной с мифическим островом Калифорния. В 1533 году на юго-восточную оконечность полуострова высадились испанцы под командованием Фортуна Хименеса; предположительно, он и дал полуострову (принятому им за остров) название «Калифорния» (исп. California), заимствованное из популярного в то время рыцарского романа «Деяния Эспандиана». По другой версии, полуостров в 1535 году открыл Э.Кортес, воодушевлённый романом Родригеса де Монтальво, и присвоил ему название «Санта-Крус» («Святой Крест»), но затем это название, как уже неоднократно использованное в Новом Свете, было заменено на «Калифорния». Во всяком случае, на карту Д. Кастильо 1541 года уже было нанесено название «Калифорния». Испанские колонии Калифорнии в 1804 году были разделены на Верхнюю (Alta) и Нижнюю (Baja) Калифорнии. В связи с низкой плотностью населения, после образования в 1821 году независимой Мексики они стали территориями, а не штатами. В результате американо-мексиканской войны 1846—1848 годов, по договору Гвадалупе-Идальго Верхняя Калифорния отошла США, а Нижняя — Мексике.

## География
Штат расположен на юге Калифорнийского полуострова между 28° до 22° северной широтами. На севере граничит со штатом Нижняя Калифорния. 2100 километров побережья на западе и юге омывается водами Тихого океана, на востоке — водами Калифорнийского залива.

### Рельеф
Рельеф гористый, представленный плоскогорьями. Параллельно побережью протянулась горная гряда Сьерра де ла Хиганта (Sierra de la Giganta) с сосновыми и дубовыми лесами. На западном побережье раскинулась протяжённые равнины, такие как Льянос Санта Клара (Llanos Santa Clara), Магдалена (Magdalena) и Ирай (Hiray). Рек почти нет, имеются озёра — Сан-Игнасио (San Ignacio) и Охо-де-Льебре (Ojo de Liebre).

### Климат
Климат штата субтропический. Часть территории занимает Нижнекалифорнийская пустыня, вследствие чего данный штат является самым слабозаселённым в Мексике. Умеренные ветры с Тихого океана и холодного Калифорнийского течения делают климат вдоль тихоокеанского побережья приятным круглый год. Дождей мало. Холодное океаническое Калифорнийское течение часто является причиной густых туманов на побережье. В горах наблюдается альпийский климат. Лето здесь прохладное, а зимы могут быть холодными, а ночью температуры часто опускаются ниже 0 °С. В горах с декабря по апрель часто выпадает и долго не тает снег. Восточная сторона полуострова весьма засушлива. Далее на юг вдоль побережья засушливый климат сохраняется, но он становится мягче и не таким жарким. Осадков выпадает мало, в среднем 300—600 мм в год. На островах в Калифорнийском заливе — пустыни.

## История

### Доколониальный период
Первые человеческие следы на территории южной части Нижней Калифорнии прослеживаются 14 000 лет назад. Путями вдоль тихоокеанского побережья сюда пришли первые кочевники с северных частей Америки. Это были представители археологической культуры Кловис (Clovis), артефакты которой были найдены в северных районах штата. В пещерах были найдены бесчисленные остатки костей мелких животных, рыб, раковин. Много также обнаружено наскальных рисунков. Существовали, по крайней мере, четыре чётко определённых племенных групп, которые заселяли здешние места в доиспанские времена: перику (Pericú) — в районе между мысом Сан-Луис и Ла-Пасом и на некоторый островах Калифорнийского залива (Моря Кортеса); гуайкуры (Guaycura) — от Ла-Паса до Лорето; монки (Monqui) — область вокруг Лорето и кочими (Cochimí) — в обширных районах центра полуострова. Параллельно кочими можно отметить существование других более мелких кочевых групп, таких как кумиай (kumiai (k’miai)) — одной языковой семьи (юмано) с кукапа (cucapá), паи-паи (pai pai), килива (kiliwa), каилья (cahilla) и акула (akula).

### Колониальный период
После завоевания Мексики испанцами и падения Теночтитлана у европейцев возник интерес к землям к западу и северо-западу от Новой Испании. В Европе существовал со средних веков роман о богатых землях в Ост-Индиях, которые были богаты жемчугом, золотом и другими драгоценностями. Эти земли в романе назывались Калифорнией — утопической землёй — раем на земле. Так, провал экспедиции А. Сааведры (Álvaro Saavedra Cerón) и Д. Уртадо (Diego Hurtado de Mendoza) на Молуккских островах не уменьшил планов Э. Кортеса (Hernán Cortés) по исследованию земель северо-западу от Теночтитлана. В октябре 1533 была подготовлена новая экспедиция в Теуантепек (Tehuantepec) на кораблях San Lázaro под командой Э. де Грихальвы (Hernando de Grijalva) и на Concepción под началом Д. де Бесерры (Diego de Becerra). В течение первой же ночи похода Де Грихальва пошёл на запад от островов Ревильяхихедо (Revillagigedo), в то время как Concepción продолжил свой путь на северо-запад от мексиканского побережья. Опасаясь потеряться, экипаж этого корабля взбунтовался, убил де Бесерру, однако продолжил, без разрешения, плавание под командованием Ф. Хименеса (Fortún Ximénez). Опасаясь бурь, Хименес пришёл в тихую бухту на юге Нижней Калифорнии, где пытался основать небольшую колонию. Однако это продолжалось недолго из-за нападения индейцев, которые унесли жизни многих поселенцев, в том числе и самого Хименеса, и это вызвало возвращение выживших на корабль и отправиться к Халиско, где бунтовщики были отправлены Н. Гусманом (Nuño de Guzmán) в тюрьму.
Получив сведения о больших богатствах, Э. Кортес снарядил новую экспедиции. В апреле 1535 экспедиция из трёх кораблей — San Lázaro, Santo Tomas и Santa Águeda — покинули Новую Испанию и достигли залива Санта Крус 3 мая, где была заложена колония Порт и Долина Святого Креста (Puerto y Valle de la Santa Cruz). Хотя он не был первым европейцем, ступившим на землю на калифорнийском юге, всё равно считается первооткрывателем этих земель и основателем Ла-Паса. Кортес завладел землёй и поставил цель основать королевскую колонию. Однако вице-король Новой Испании А. де Мендоса (Don Antonio de Mendoza) отозвал Кортеса в 1537 году в Мехико, а колония была поставлена под командование Ф. де Ульоа (Francisco de Ulloa). После потери прямой поддержки Кортеса колония выражала определённую озабоченность отсутствием поставок из Новой Испании. Ульоа, который столкнулся с растущими проблемами, в 1539 полностью отказался от залива, и последние поселенцы вернулись в Новую Испанию.
В период с 1539 по 1542 год оба берега Южной Нижней Калифорнии были разведаны Ф. де Ульоа и Хуаном Кабрильо. В течение последующих полутора столетий различные исследователи и охотники за жемчугом (в том числе [[Вискаино, Себастьян|Себастьян Вискаино) посетили берега полуострова, но не оказали значительного воздействия.
В 1683-85 годах иезуиты начали своё участие в освоении Нижней Калифорнии. Э. Ф. Кино (Eusebio Francisco Kino) вместе с адмиралом И. де Атондо (Isidro de Atondo y Antillón) сделали две основные, но в конечном счёте безуспешные попытки колонизации в Ла-Пасе, а затем в Сан-Бруно (San Bruno) — к северу от Лорето. В 1697 году миссионер-иезуит Х. М. де Сальватьерра (Juan María de Salvatierra) основал миссию Богородицы Лорето Кончо (Misión de Nuestra Señora de Loreto Conchó), первую постоянную миссию в Южной Нижней Калифорнии. Иезуитский контроль над полуостровом постепенно расширялся. С тех пор до 1767 года члены ордена Иисуса основали здесь 16 миссий. Они имели большое влияние на индейцев перику, кочими и гуайкуров, которых небезуспешно крестили.
В 1768 году иезуиты были изгнаны с полуострова и их заменили монахи-францисканцы под началом Х. Серры (Junípero Serra), которые основали свои миссии на крайнем севере. В 1773 году францисканцы уступили место доминиканцам, которые основали миссии в Великате (Velicatá) и Сан-Диего (San Diego). В период между 1774 и 1836 годами доминиканцы основали восемь новых миссий на территориях проживания индейцев кочими, килива, паи паи и кумиай. В эти времена численность коренного населения Южной Нижней Калифорнии постоянно сокращалась, в первую очередь из-за болезней Старого Света и в результате вооружённых стычек. Хотя иезуиты стремились ограничить мирское поселение испанцев или мексиканцев на полуострове, всё же мирская власть Новой Испании больше распространялась здесь. В 1804 году полуостров был разделён на два субъекта. Южная часть Нижней Калифорнии получила свою первую столицу в Лорето.

### Период независимости
Когда в 1821 Мексика добилась независимости, испанская власть в Калифорнии ещё существовала до 1822. В том же году президент Г. Виктория (Guadalupe Victoria) назначил подполковника Х. М. Эчеандию (José María Echeandía) политическим главой (наместником) в Южную Нижнюю Калифорнию и разделил территорию на четыре муниципалитета. В 1830 столица федеральной территории была перенесена в Ла-Пас, после того, как Лорето был частично разрушен в результате сильных дождей.
В течение первых десятилетий независимости, в зависимости от того, какая партия приходила к власти в центре, Южная Нижняя Калифорния получала статус то территории (при либералах-федералистах), то департамента (при консерваторах-централистах). В условиях перманентной борьбы двух основных политических группировок, и столица перемещалась из Ла-Паса в Сан-Антонио (San Antonio) и обратно.
В первой четверти XIX века начался распад большинства миссий на полуострове. Это привело к тому, что жители жившие в миссиях, стали владельцами ранчо крупного рогатого скота и малого сельского хозяйства. Столкнувшись с религиозной потерей и пренебрежением центральной власти, местное общество было весьма бедным и развивающимся, связанным с группами коренного населения.
2 октября 1847 года армия США была разгромлена в районе города Мулеге (Mulegé) капитаном Мануэлем Пинедой во время американо-мексиканской войны. В результате этого сражения, американская армия была вынуждена отказаться от полуострова, и не могла претендовать на него, как на часть новых территорий, полученных по договору Гуадалупе-Идальго 1848 года. В результате этого договора Мексика уступила США огромные территории Новой Мексики, Верхней Калифорнии, Аризоны, Техаса, Колорадо, Невады, Юты.
Калифорнийская золотая лихорадка привлекла к тихоокеанским берегам тысячи американских, европейских и азиатских иммигрантов, которые отправлялись на поиски счастья. У. Уокер (William Walker) — американский журналист и авантюрист прибыл в Калифорнию в 1849, где он познакомился с экспансионистскими идеями и устремлениями калифорнийских землевладельцев. В 1853 году, с целью получения у мексиканского правительства разрешения на колонизацию земель, Уокер посетил Мексику, правительство которой ответило отказом. Преисполненный решимостью добиться своих целей, в ноябре 1853 года группа из 45 авантюристов во главе с Уокером без позволения правительства США взяла город Ла-Пас, прежде чем мексиканская армия вынудила их отступить назад в США. Эта авантюра вызвала интерес помещиков в Сан-Франциско, некоторые из которых профинансировали экспедицию, в обмен на земли, которые Уокер обещал им. Захватчики провозгласили на занятых территориях независимую Республику Нижняя Калифорния, которая 10 января 1854 года была переименована в Республику Сонора. Новая федеративная республика объединяла территории современных штатов Нижняя Калифорния, Южная Нижняя Калифорния и Сонора. Президентом самопровозглашённой республики был объявлен Уокер, вице-президентом — Уоткинс, а госсекретарём Эмори. Серьёзные нехватки поставок, разногласия внутри своей партии и неожиданно сильное сопротивление со стороны мексиканского правительства, вынудили Уокера быстро удалиться и оставить свой смелый проект.
Территории бывшей республики в мае 1854 были возвращены Мексике. В 1858 Мексика была вовлечена в войну, которая продолжалась до 1860. Она была вызвана принятием новой федеральной конституции страны, которую не приняли консерваторы. По этой причине силы либералов во главе с Б. Хуаресом (Benito Juárez) боролись против консерваторов за соблюдение законов новой конституции. В сентябре 1858 генерал М. де Леон (Manuel Márquez de León), М. Кастро (Mauricio Castro), И. Грин (Ildefonso Green) и войска юга территории, принадлежащие либеральным силам, взяли Ла-Пас. Консерваторы победили и признали французскую оккупацию 1862-67 и власть императора Максимилиана Габсбурга.
В 1876 генерал П. Диас (Porfirio Díaz) стал президентом республики, и оставался у власти до 1910, когда началась мексиканская революция. В период «порфириата», то есть президентства Диаса, Южная Нижняя Калифорния увидела ряд важных событий. Была проведена модернизация экономики, иностранным компаниям были предоставлены концессии на владение и разработку крупных земельных участков, была создана при участии французского капитала горнодобывающая компания «El Boleo», были созданы морские маршруты, связавшие область с остальной Мексикой, проложены дороги, телеграфные линии. Население неуклонно росло. В 1888 была создана Федеральная территория Нижняя Калифорния, а южная часть её стала округом Южная Нижняя Калифорния.
В ноябре 20. 1910 началась Мексиканская революция. В ноябре 6. 1911 после свержения П. Диаса, президентом стал Ф. И. Мадеро (Francisco I. Madero). Однако, новое правительство встретило противодействие со стороны оппозиции. В феврале 9. 1913 в стране произошёл переворот, в результате которого В. Уэрта (Victoriano Huerta) взял Мадеро в плен, и вынудил его подать в отставку и убил его. С известием о смерти Мадеро, на территории Южной Нижней Калифорнии были организованы группы, готовые бороться против узурпатора Уэрты. В Ла-Пасе была сформирована революционная хунта во главе с Ф. Ортегой (Félix Ortega), который организовал вооружённый мятеж, и в котором победил. В 1914 он был назначен во главе исполнительной власти округа.
С 1929 губернаторами Южной Нижней Калифорнии становились губернаторы от право-социалистической Институционно-Революционной партии (PRI). В феврале 7. 1931 округ был отделён от Нижней Калифорнии, и была образована Федеральная территория Южная Нижняя Калифорния. С этих лет началось строительство шоссе через весь полуостров, больше стало уделяться внимания образованию и др.
В 1974, 8.октября был образован 31-й штат Южная Нижняя Калифорния. Первым губернатором штата стал А. С. Мендоса (Ángel César Mendoza Arámburo). В 1976 ураган Liza вызвал серьёзные наводнения в Ла-Пасе. Погибло, по разным подсчётам от 1 000 до 3 000 человек, и был нанесён серьёзный ущерб. В течение 1960-70-х гг. столица, как и весь штат переживали экономический бум, который в начале 1980-х сменился кризисом из-за высокой инфляции, выйти из которого помогло развитие туристического бизнеса. В начале 1980-х начал осуществляться т. н. «гидравлический план», который предусматривал строительство нескольких плотин и дамб для пополнения водоносных горизонтов. Были также проведены важные общественные работы по строительству школ. В 1999 новым губернатором штата стал кандидат от социал-демократической партии Демократической Революции (PRD), которая нарушила монополию социалистов на власть. При социал-демократах вновь проводились общественные работы, однако, долг штата всё возрастал. Тяжёлое экономическое положение, несмотря на то, что уровень жизни в штате был значительно выше, чем во многих штатах страны, привело к тому, что на пост губернатора в 2011 был избран кандидат от правой консервативной партии Национального Действия (PAN).

## Административное деление

Административная карта Мексики.

Административная карта штата Южная Нижняя Калифорния

В административном отношении делится на 5 муниципалитетов.

## Экономика
Основная отраслями экономики являются сельское хозяйство и туризм, гостиничный бизнес и горная промышленность, а также животноводство и рыболовство (вылов тунца, креветок и омаров). Основными культурами являются пшеница, кукуруза и бобовые. Основные отрасли промышленности включают в себя текстильную, пищевую (переработка рыбы, упаковка соли) промышленность. Что касается инфраструктуры, то штат имеет хорошие дороги, железные дороги, морские порты и аэропорты.

## Герб
Герб штата представляет собой щит, разделённый по вертикали пополам. Щит имеет лазоревую кайму, обременённую четырьмя серебряными рыбами. В центре щита изображена серебряная же раковина. Золотой и красный цвета герба символизируют союз, богатство, мужество, смелость. Раковина символизирует почитание, прочность границ. Кайма символизирует океан, справедливость, правду, верность и спокойствие, рыбы — богатства морских просторов. Герб ранее являлся символом мексиканских Калифорний, пожалованным испанским вице-королём А. де Мендосой (Antonio de Mendoza). Когда Верхняя Калифорния была присоединена к США, щит был удалён. Позже, когда северная часть полуострова стала штатом, законодательный орган штата учредил новый герб, а исторический герб остался за южной частью Нижней Калифорнии. Штат Южная Нижняя Калифорния не имеет официально утверждённого флага. Часто используется белое полотнище с изображением герба в центре.